# Czorniawka (obwód czerkaski)
Czorniawka (ukr. Чорнявка) – wieś na Ukrainie, w obwodzie czerkaskim, w rejonie czerkaskim, w hromadzie Łeśky. W 2001 liczyła 883 mieszkańców.